# Melvin Bard
Melvin Bard (Écully, 6 novembre 2000) è un calciatore francese, difensore del Nizza.

## Caratteristiche tecniche
È un terzino sinistro adattabile anche a difensore centrale, molto grintoso ed abile soprattutto in fase difensiva.

## Carriera

### Club
Cresciuto nel settore giovanile dell'Olympique Lione, a partire dal 2017 è stato aggregato alla seconda squadra militante in Championnat de France amateur. Il 13 agosto 2019 ha firmato il primo contratto professionistico della durata di tre anni ed il 6 dicembre 2019 ha esordito sostituito Rafael nel secondo tempo dell'incontro di Ligue 1 vinto 4-0 contro il Nîmes.
Il 31 luglio 2021 viene ceduto al Nizza.

### Nazionale
Nel 2017 con la nazionale Under-17 francese ha preso parte al campionato mondiale di categoria disputato in India.

## Statistiche
Statistiche aggiornate al 25 dicembre 2024.

### Presenze e reti nei club
| Stagione          | Squadra           | Campionato        | Campionato | Campionato | Coppe nazionali | Coppe nazionali | Coppe nazionali | Coppe continentali | Coppe continentali | Coppe continentali | Altre coppe | Altre coppe | Altre coppe | Totale | Totale | Totale |
| Stagione          | Squadra           | Comp              | Pres       | Reti       | Comp            | Pres            | Reti            | Comp               | Pres               | Reti               | Comp        | Pres        | Reti        | Pres   | Reti   |        |
| ----------------- | ----------------- | ----------------- | ---------- | ---------- | --------------- | --------------- | --------------- | ------------------ | ------------------ | ------------------ | ----------- | ----------- | ----------- | ------ | ------ | ------ |
| 2017-2018         | O. Lione 2        | N2                | 8          | 0          | -               | -               | -               | -                  | -                  | -                  | -           | -           | -           | 8      | 0      |        |
| 2018-2019         | O. Lione 2        | N2                | 12         | 1          | -               | -               | -               | -                  | -                  | -                  | -           | -           | -           | 12     | 1      |        |
| 2019-2020         | O. Lione 2        | N2                | 13         | 0          | -               | -               | -               | -                  | -                  | -                  | -           | -           | -           | 13     | 0      |        |
| 2020-2021         | O. Lione 2        | N2                | 1          | 0          | -               | -               | -               | -                  | -                  | -                  | -           | -           | -           | 1      | 0      |        |
| Totale O. Lione 2 | Totale O. Lione 2 | Totale O. Lione 2 | 34         | 1          |                 | -               | -               |                    | -                  | -                  |             | -           | -           | 34     | 1      |        |
| 2019-2020         | O. Lione          | L1                | 1          | 0          | CF+CdL          | 0               | 0               | UCL                | 0                  | 0                  | -           | -           | -           | 1      | 0      |        |
| 2020-2021         | O. Lione          | L1                | 14         | 0          | CF              | 4               | 0               | -                  | -                  | -                  | -           | -           | -           | 18     | 0      |        |
| Totale O. Lione   | Totale O. Lione   | Totale O. Lione   | 15         | 0          |                 | 4               | 0               |                    | -                  | -                  |             | -           | -           | 19     | 0      |        |
| 2021-2022         | Nizza             | L1                | 33         | 2          | CF              | 4               | 0               |                    | -                  | -                  |             | -           | -           | 37     | 2      |        |
| 2022-2023         | Nizza             | L1                | 33         | 0          | CF              | 1               | 0               | UECL               | 10                 | 0                  |             | -           | -           | 44     | 0      |        |
| 2023-2024         | Nizza             | L1                | 32         | 1          | CF              | 2               | 0               |                    | -                  | -                  |             | -           | -           | 34     | 1      |        |
| 2024-2025         | Nizza             | L1                | 8          | 1          | CF              | 1               | 0               | UEL                | 3                  | 0                  |             | -           | -           | 12     | 1      |        |
| Totale Nizza      | Totale Nizza      | Totale Nizza      | 106        | 4          |                 | 8               | 0               |                    | 13                 | 0                  |             | -           | -           | 127    | 4      |        |
| Totale carriera   | Totale carriera   | Totale carriera   | 155        | 5          |                 | 12              | 0               |                    | 13                 | 0                  |             | -           | -           | 180    | 5      |        |